# نظام ساعد

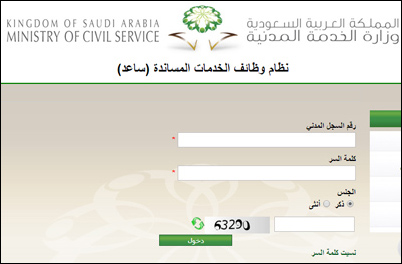
الموقع السمي: https://eservices.mcs.gov.sa/Saed/(S(3kofmlv4ikueav4fokbpkyyb))/Users/Index.aspx

نظام ساعد (بالإنجليزية: SAAID)‏ هو نظام أقرته وزارة الخدمة المدنية السعودية في عام 1435 هجري، ويهدف إلى مساعدة المواطنين خريجي الثانوية العامة وما دونها في البحث عن وظيفة، عن طريق تسجيل بياناتهم في النظام ليتم ترشيحهم للوظائف الشاغرة من قبل الجهات الحكومية. ويحتوي على قاعدة بيانات كبيرة تضم بيانات الباحثين عن العمل، لترشيح ذوي الكفاءات للوظائف الشاغرة. ويتم عن طريقه توظيف الباحث عن عمل كمستخدم أو على بند الأجور. وهو أحد الأنظمة المبتكرة التي تساعد على توفير الكفاءات البشرية للجهات الحكومية بالإضافة إلى توفير الجهد والوقت.

## نظام ساعد ونظام جدارة
يعد كلا من نظام ساعد و نظام جدارة أنظمة تابعة لوزارة الخدمة المدنية السعودية والتي بدورها توفر الفرص الوظيفية للمواطنين ولكن يختلف نظام ساعد عن نظام جدارة من حيث المؤهلات والوظائف. حيث أن نظام ساعد خاص لمن يحملون مؤهلات شهادة الابتدائية، شهادة المتوسطة وشهادة الثانوية العامة، ويوفر وظائف المستخدمين والمستخدمات ووظائف بند الأجور.
في حين أن نظام جدارة خاص لمن يحملون مؤهلات دبلوم بعد الثانوي، دبلوم بعد الجامعة، البكالوريس، الماجستير والدكتوراه،
ويوفر الفرص الوظيفية التعليمية، الصحية والأدارية. 